# Serial ATA

Simbolul interfeței ATA seriale

Serial ATA (SATA) (pronunțat IPA: /ˈseɪtə/, /ˈsætə/ or /ˈsɑːtə/) este o interfață serială ce conectează calculatorul la dispozitive de stocare, cum ar fi hard disk, SSD și unități optice (CD, DVD). Unitățile SATA sunt utilizate de majoritatea calculatoarelor personale și pe configurații hardware de server. Interfața SATA a fost anunțată în 2000 prin specificațiile de compatibilitate ale Serial ATA International Organization (SATA-IO).
Serial ATA succede standardul PATA (Parallel ATA), oferind mai multe avantaje față de vechea interfață: reducerea dimensiunii și a cablurilor, transfer mai rapid și mai eficient al datelor, suport pentru hot plugging, codificare 8b/10b. Adaptoarele și dispozitivele SATA comunică printr-un cablu serial de mare viteză și două perechi de conductoare. 

SATA utilizează o arhitectură punct-la-punct. Conexiunea fizică dintre un controler și un dispozitiv de stocare nu este distribuită între alte controale și dispozitive de stocare, ci prin  multiplicatori, ceea ce permite unui singur controler SATA să conducă până la 15 dispozitive de stocare. Multiplicatorul îndeplinește funcția unui hub, iar controlerul și fiecare dispozitiv de stocare sunt conectate la hub. Sistemele moderne de PC au controlere SATA incorporate în placa de bază, de obicei cu două până la opt porturi. Porturile suplimentare pot fi instalate prin adaptoare gazda SATA, disponibile în  interfețe USB, PCI, PCIe.

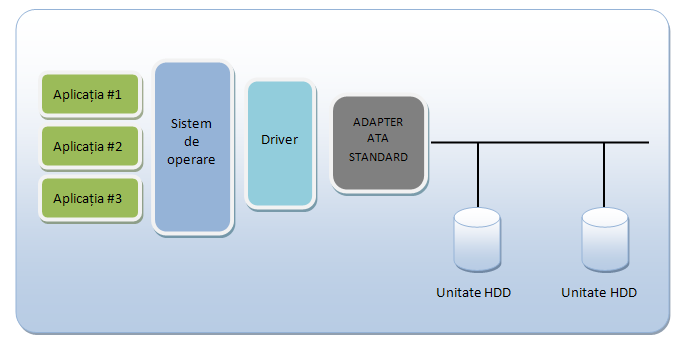
Conectarea unui dispozitiv de stocare a datelor (HDD) cu interfața ATA

Conectarea unui dispoztitiv de stocarea a datelor (HDD) cu interfața SATA

## Versiuni
Dezvoltarea Serial ATA a fost anunțată de Serial ATA Working Group la Forumul dezvoltatorilor Intel în februarie 2000. Membrii inițiali ai grupului a inclus APT Technologies, Dell, IBM, Intel, Maxtor, Quantum și Seagate. Grupul a devenit cunoscut sub numele de Serial ATA II Working Group și, în cele din urmă, în iulie 2004 a devenit Serial ATA International Organization. Au fost lansate următoarele specificații SATA:

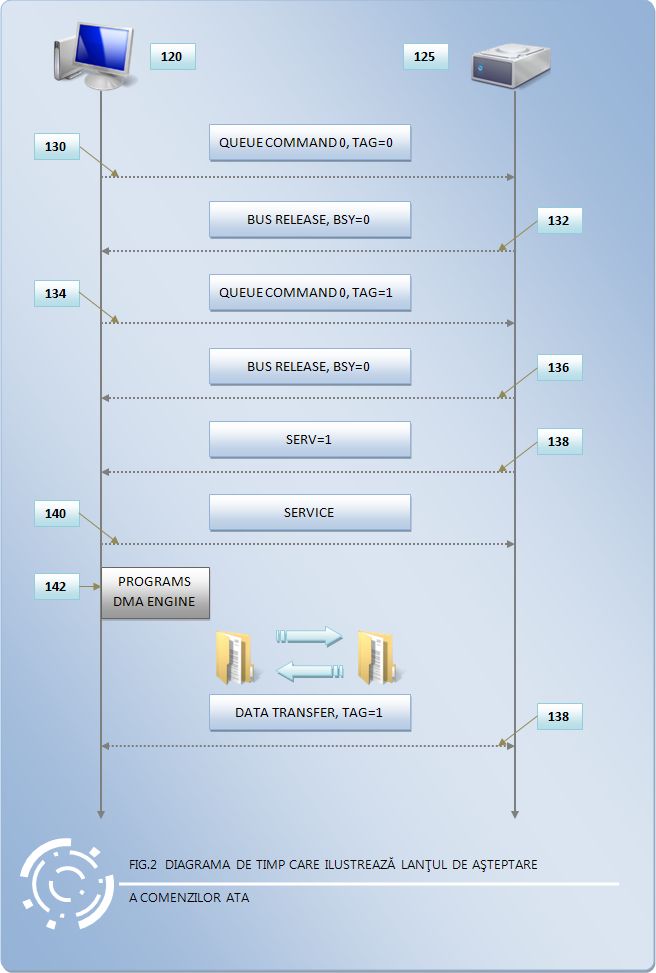
Diagrama de timp care ilustrează lanțul de așteptare a comenzilor ATA

Diagrama de timp care ilustrează tehnologia NCQ

| Versiune | Denumire comercială | Data lansării  | Rata teoretică      | Rata efectivă       |
| -------- | ------------------- | -------------- | ------------------- | ------------------- |
| SATA 1.0 | Serial ATA-150      | ianuarie 2003  | 1,5 Gb/s (192 MB/s) | 1,2 Gb/s (150 MB/s) |
| SATA 2.0 | Serial ATA-300      | aprilie 2004   | 3 Gb/s (384 MB/s)   | 2,4 Gb/s (300 MB/s) |
| SATA 3.0 | Serial ATA-600      | mai 2009       | 6 Gb/s (768 MB/s)   | 4,8 Gb/s (600 MB/s) |
| SATA 3.1 |                     | iulie 2011     |                     |                     |
| SATA 3.2 |                     | august 2013    | 16 Gb/s             | 1969 MB/s           |
| SATA 3.3 |                     | februarie 2016 |                     |                     |
| SATA 3.4 |                     | iunie 2018     |                     |                     |
| SATA 3.5 |                     | iulie 2020     |                     |                     |

### SATA 1.0
Versiunea 1.0 a fost lansată pe 7 ianuarie 2003. Interfețele SATA 1.0 cunoscute și sub numele de SATA 1.5 Gbit/s sau Serial ATA-150, transmit la o rată de 1,5 Gbit/s (150 MB/s). În perioada inițială, după definitivarea SATA 1.5 Gbit/s, producătorii de adaptoare și drive-uri, au folosit un „cip de bridge” pentru a converti modelele PATA existente la noua interfață SATA.

### SATA 2.0
Versiunea 2.0 (Serial ATA-300) a fost lansată în aprilie 2004, introducând Native Command Queuing (NCQ). Este compatibilă cu SATA 1.5 Gbit/s. Interfața SATA de a doua generație rulează cu o rată de transfer de 3 Gbit/s, iar funcționând cu schema de codare 8b/10b, este egală cu rata de transfer maximă necodificată de 2,4 Gbit/s (300 MB/s).

### SATA 3.0
SATA de generația a treia (Serial ATA-600) rulează cu o rată de transfer de 6,0 Gbit/s. Luând în considerare codificarea 8b/10b, rata maximă de transfer necodificată este de 4,8 Gbit/s (600 MB/s). Este compatibil cu SATA 2.
SATA 3.0 conține următoarele modificări:
- 6 Gbit/s pentru performanțe scalabile
- caracteristică de management NCQ care ajută la optimizarea performanței
- capacități îmbunătățite de gestionare a alimentării
- conector mic cu forță de inseție redusă (LIF) pentru dispozitive de stocare mai compacte, de 1,8 inch
- profil de 7 mm pentru conectorul SATA subțire (în plus față de profilele existente de 12,7 mm și 9,5 mm).[1][2]

### SATA 3.1
Lansată în iulie 2011, versiunea SATA 3.1 a introdus sau a modificat următoarele caracteristici:
- mSATA (SATA mobil) pentru dispozitive SSD
- conector PCI Express Mini Card
- comanda TRIM Queue, care îmbunătățește performanța unității SSD
- funcții de control hardware ce permit gazdei să identifice capacitățile dispozitivului
- Universal Storage Module (USM), un nou standard pentru stocarea alimentată cu sloturi fără cablu.

### SATA 3.2
Lansată în august 2013, versiunea 3.2 a introdus următoarele caracteristici:
- specificația SATA Express (SATAe) ce definește o interfață care combină ambele magistrale SATA și PCI Express, ceea ce face posibil ca sistemele de stocare SATA și PCI Express vechi să coexiste
- standardul SATA M.2 care este o implementare de dimensiuni reduse a interfeței SATA Express, cu adăugarea unui port USB 3.0 intern
- USM Slim pentru reducerea grosimii modulului universal de stocare (USM) de la 14,5 mm la 0,35 inch.

### SATA 3.3
Lansată în februarie 2016, versiunea 3.3 a SATA a introdus următoarele caracteristici:
- Shingled Magnetic Recording (SMR), oferă o creștere de 25% sau mai mult a capacității unității HDD prin suprapunerea pieselor de pe suport
- Power Disable, permite administrarea de la distanță a unităților SATA și oferă o funcție de reconstrucție pentru a ușura intreținerea centrului de date. Utilizează pinul 3 al conectorului de alimentare SATA
- Transmitter Emphasis Specification, sporește interoperabilitatea și fiabilitatea între host și device-uri.[3]

### SATA 3.4
Specificația SATA 3.4 aduce caracteristici noi concepute pentru a îmbunătăți performanța, fiabilitatea și compatibilitatea.

### SATA 3.5
Specificația 3.5 introduce caracteristici care permit beneficii sporite de performanță și promovează  integrarea dispozitivelor și produselor SATA cu alte standarde I/O din industrie. 

## Procesarea comenzilor prin interfața SATA
Standardul Serial ATA este o specificație a interfeței care a fost inițial promovată de către companiile Dell, IBM, Intel, Maxtor, Seagate. Specificațiile SATA sunt aplicate interfeței de transmisiuni a unui hard disk sau a unei unități optice CD/DVD pentru a substitui interfața ATA/ATAPI care a fost utilizată de timp îndelungat.
Specificațiile SATA specifică două perechi de linii de semnale diferențiale pentru a substitui liniile de semnale 40/80 cu implementare în paralel. Procesul de serializare a datelor originale poate reduce mărimea, tensiunea și sporirea vitezei de transfer. În timp ce s-au serializat liniile de semnale, specificațiile SATA păstrează în mare parte conceptele specificațiilor ATA, (definițiile registrelor I/O, seturile de comenzi etc. SATA utilizezează pachete de date cu referință la Frame Information Structure pentru a transfera acele registre I/O, și sarcinile utile dintre gazdă și dispozitiv. Specificațiile SATA de asemenea oferă funcții noi cum ar fi acces direct la memorie (first-party DMA) pentru a facilita transferul de date dintre gazdă și dispozitiv. Ambele interfețe PATA și SATA pot transporta seturile de comenzi ATA/ATAPI. 

## Cabluri și conectori

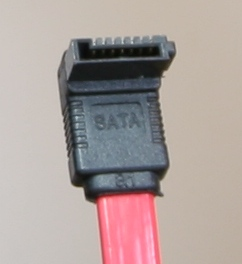
Cablu de date SATA cu conector în unghi stâng

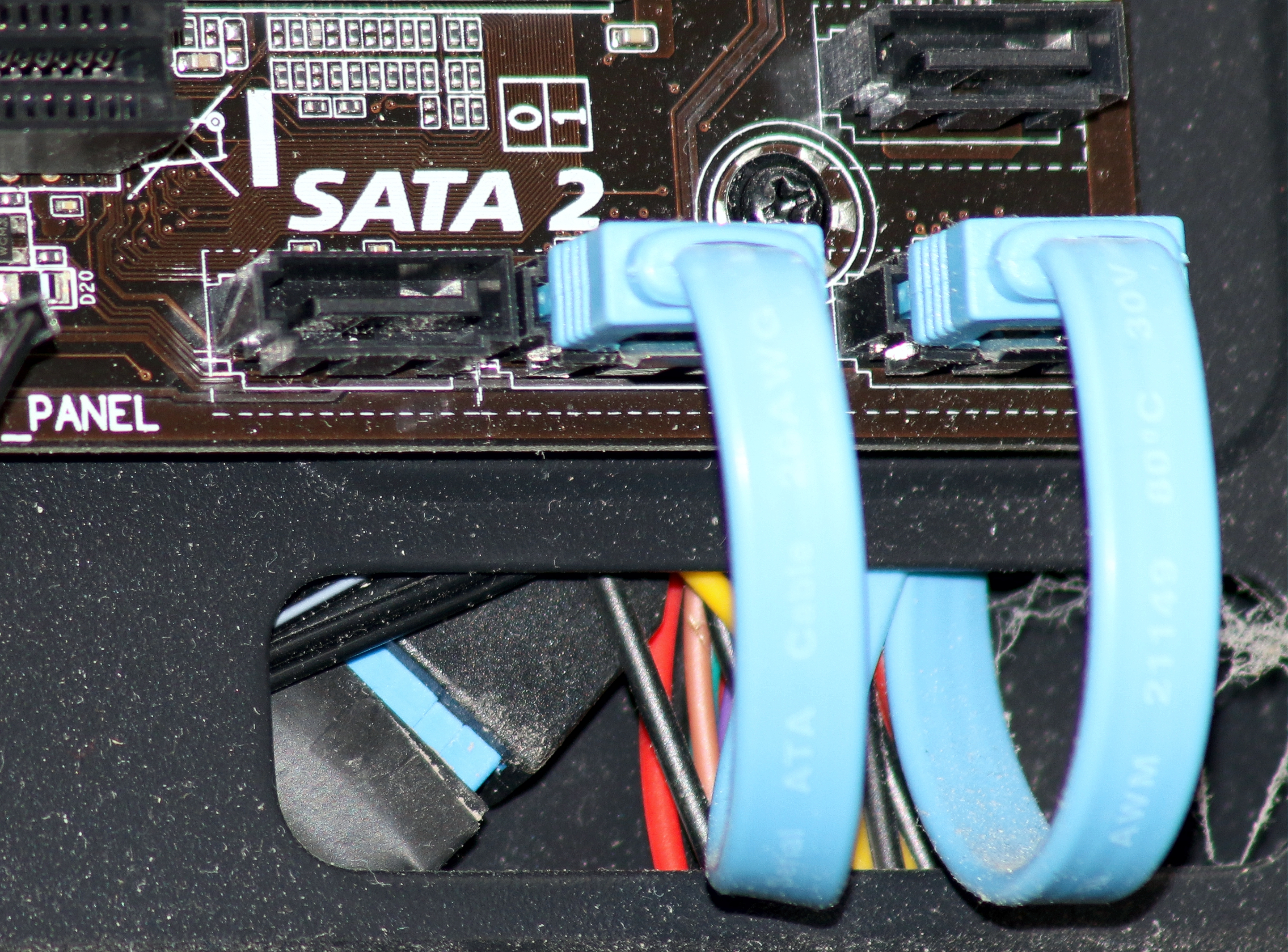
Cabluri SATA 2

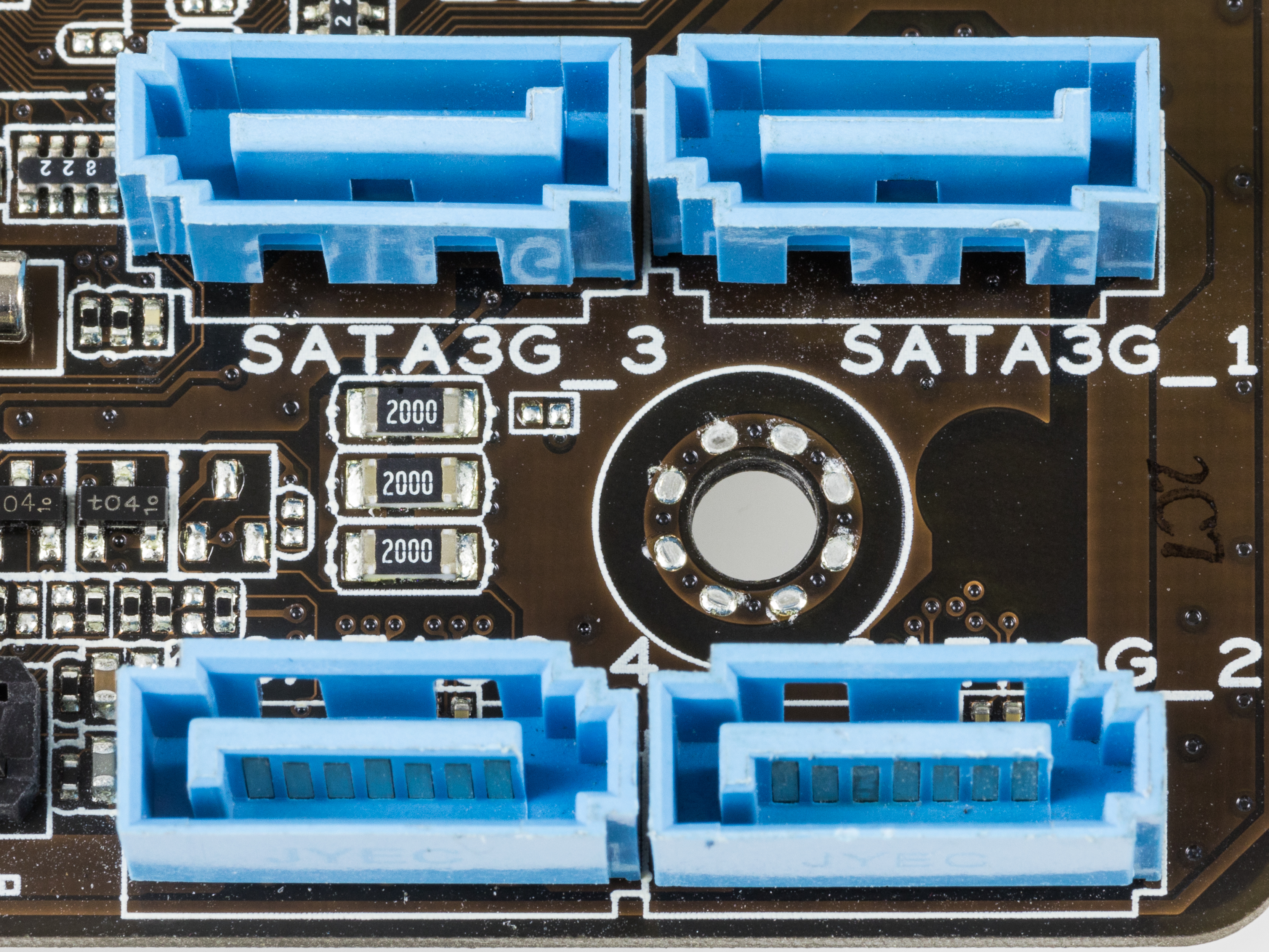
Conectori SATA 3

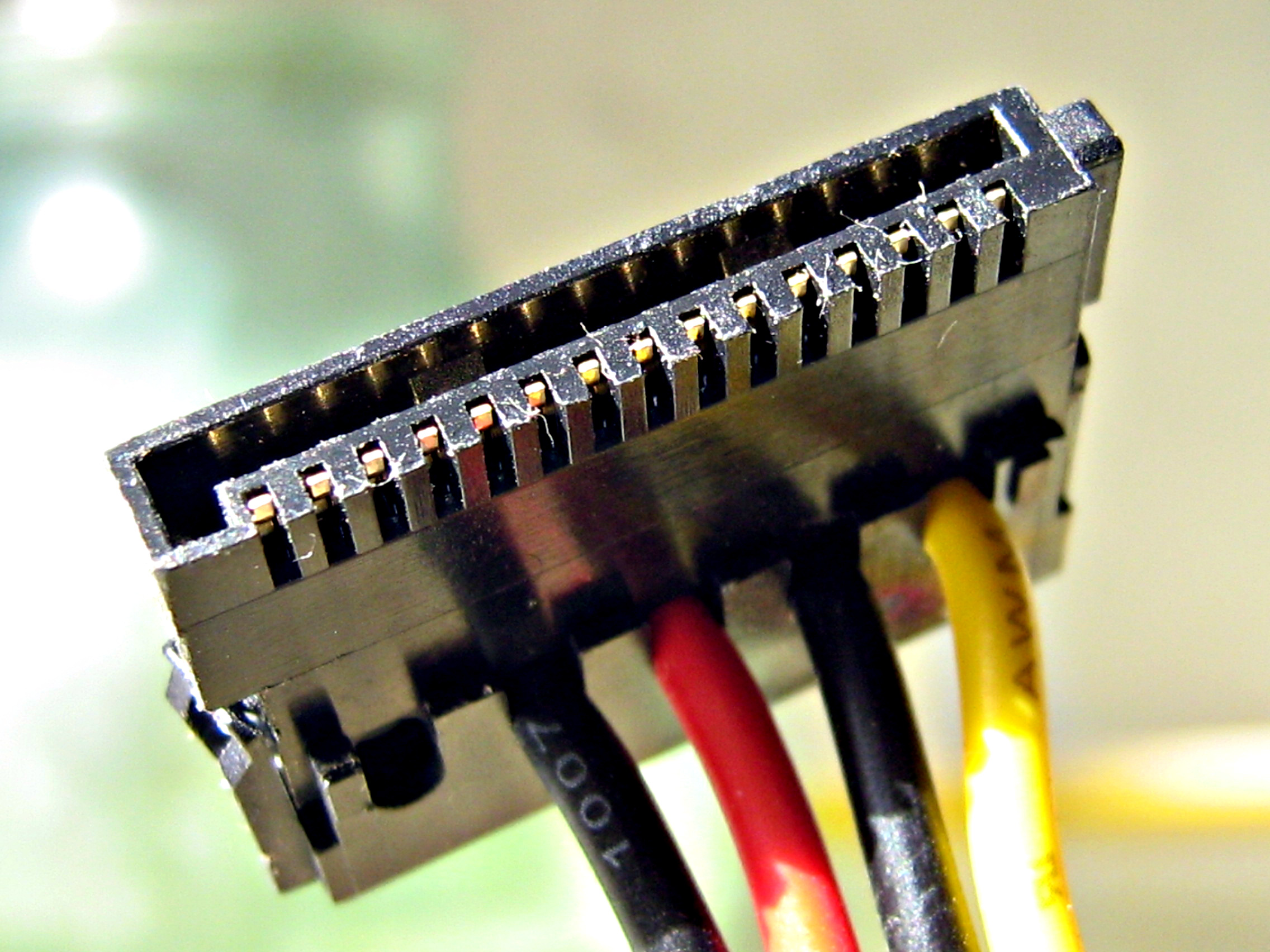
Conector de alimentare SATA cu 15 pini

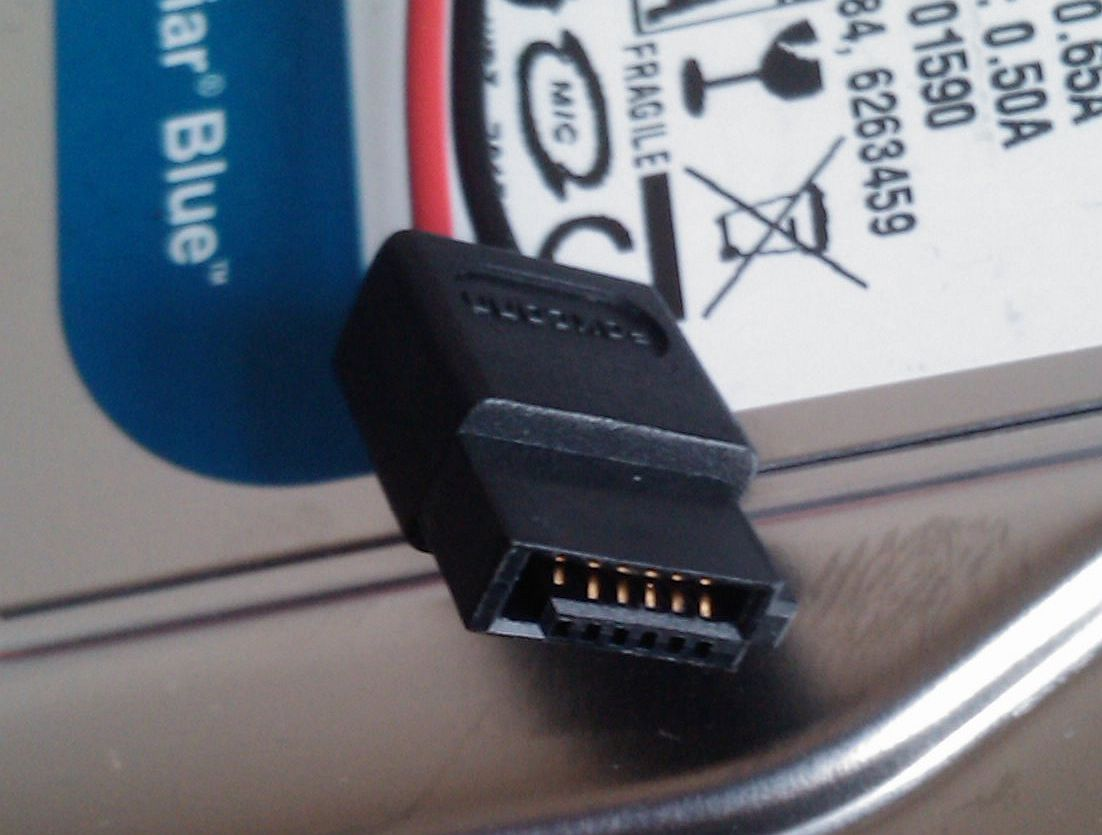
Conector de alimentare SATA subțire cu șase pini

Dispunerea pinilor la interfețele SATA (alimentare și date)

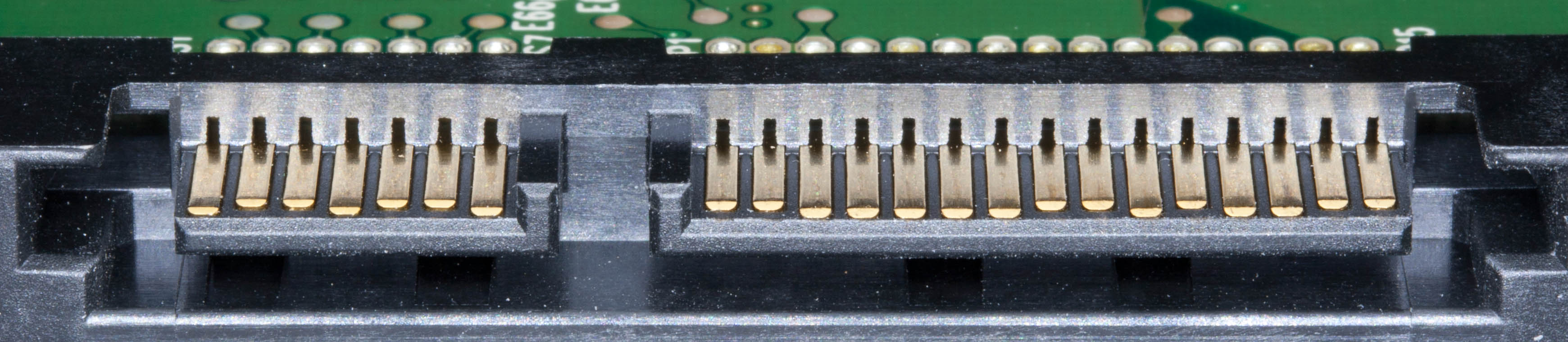
Port SATA pe un hard disk de 3,5 inch cu pini de date în stânga și pini de alimentare în dreapta

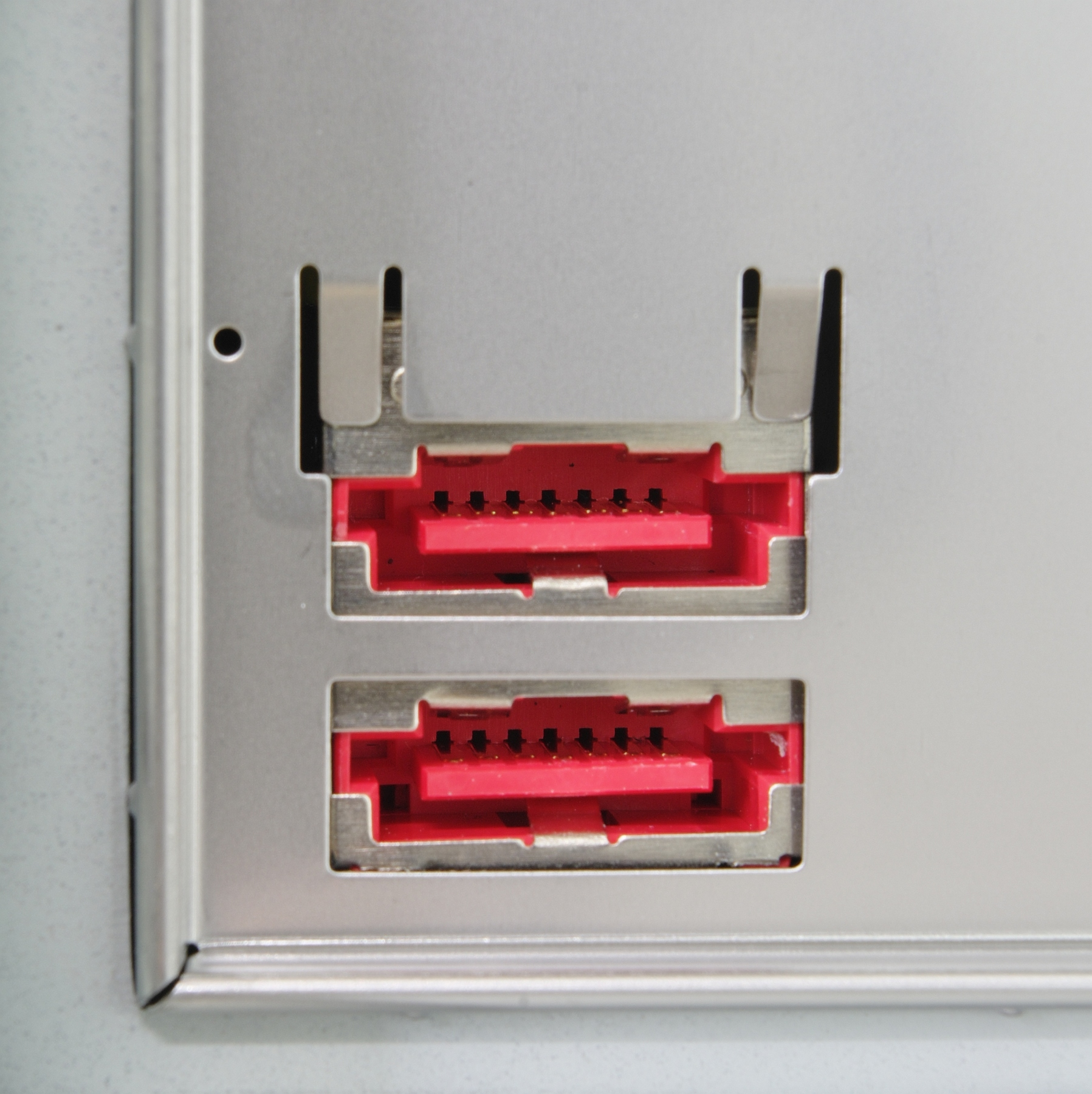
Porturi eSATA

Conectorii și cablurile prezintă cele mai vizibile diferențe între SATA și PATA. Spre deosebire de PATA, aceieași conectori sunt utilizați pe hard disk-uri SATA de 3,5 inch pentru computere și servere și hard disk-uri de 2,5 inch pentru calculatoare portabile. Conectorii SATA atât pentru date, cât și pentru alimentare au un conductor pitch de 1,27 mm (0,050 inch). Forța de inserție necesară pentru a cupla un conector SATA este mult mai scazută față de conectorii PATA. Adâncimea de inserție este de 5 mm.

### Conectori de date
Standardul SATA definește un cablu de date tip wafer cu șapte conductori și conectori de 8 mm lățime pe fiecare capăt și lungimi de până la 1 m. Conectorii și cablurile SATA sunt mai ușor de montat în spații închise. Fiind mai sensibili la deconectare și rupere accidentală decât PATA, cablurile care au o caracteristică de blocare, prin care un mic arc metalic fixează conectorul în priză. Conectorii SATA pot fi drepți, cu unghi drept sau cu unghi stâng pentru a ușura conectarea.

### Conectori de alimentare
Conector standard - SATA specifică un conector de alimentare diferit de conectorul Molex cu patru pini utilizat pe dispozitivele Parallel ATA (PATA). Este tot un conector de tip wafer, dar mai larg având 15 pini. Conectorul de alimentare SATA furnizează 3 tensiuni de alimentare: +12 V, +5 V și +3,3 V.
Conector subțire - Este un conector cu șase pini destinat factorilor de formă mai mică, cum ar fi unitățile optice notebook, și a fost definit în SATA 2.6. Pinul 1, indică semnalul dispozitivului și este mai scurt decât ceilalți pentru a permite schimbarea. Conectorul subțire furnizează numai +5 V.
Conector micro - Conectorul micro SATA (uSATA sau μSATA) a apărut o dată cu versiunea SATA 2.6 și este destinat unui hard disk de 1,8 inch.
Există, de asemenea, un conector combo SATA cu 13 pini utilizat în servere, dispozitive mobile și portabile pentru unități CD/DVD. Dispozitivele sunt conectate utilizând un cablu SATA subțire ALL-in-One. Constă dintr-un conector cu 7 pini pentru conectarea magistralei de date combinat cu un conector cu 6 pini pentru conectarea sursei de alimentare a dispozitivului. În plus, un adaptor special este utilizat în servere pentru conectarea la aceste dispozitive.

## Porturi
Porturile SATA mamă (de exemplu, pentru plăcile de bază) sunt folosite pentru cablurile de date SATA care au încuietori sau cleme pentru a preveni deconectarea accidentală. 

### eSATA
A fost standardizat în 2004, este o variantă de SATA destinată conectivității externe. Suportă hot swap, care necesită activarea modului AHCI în BIOS. Utilizează un conector mai robust, cabluri ecranate mai lungi (2 m), standarde mai stricte și compatibile cu versiunile anterioare. Protocolul și semnalmentele sunt identice cu cele ale cablurilor SATA interne. Conectorul eSATA este diferit mecanic pentru a impiedica folosirea externă a cablurilor neecranate.
Pentru dispozitivele externe este specificat un conector eSATA special, cu clipsuri optionale care să susțină ferm conectorii interni. De asemenea, adâncimea de inserție este mai mare, de 6,6 mm. 

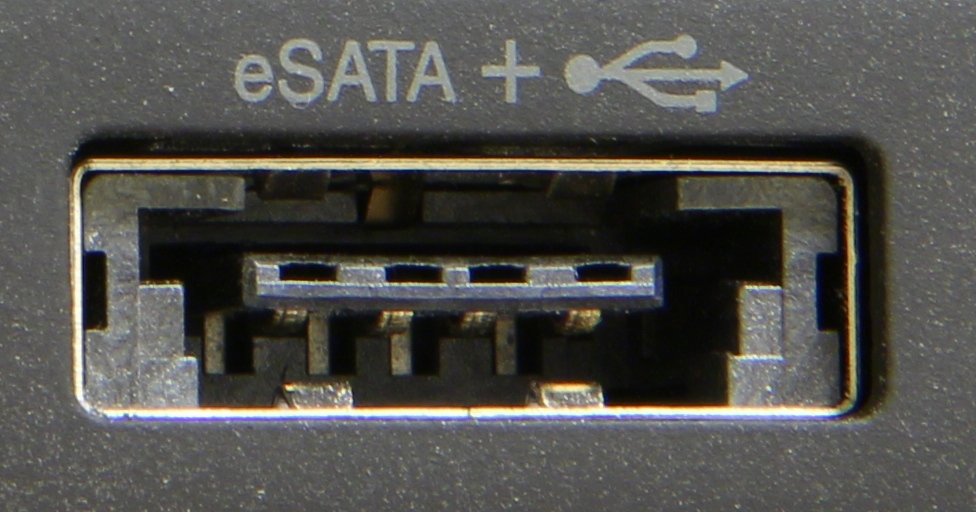
Port eSATAp

### eSATAp
Este de asemenea cunoscut ca Power over eSATA, Power eSATA, eSATA/USB Combo sau eSATA USB Hybrid Port (EUHP). Un port eSATAp combină cei patru pini ai portului USB 2.0, cele sapte coloane ale portului eSATA și, optional, doi pini de alimentare de 12 V. Atat traficul SATA, cât și alimentarea dispozitivului sunt integrate într-un singur cablu. 

Ambele dispozitive USB și eSATA pot fi utilizate cu un port eSATAp, atunci când sunt conectate cu un cablu USB sau eSATA. Un dispozitiv eSATA nu poate fi alimentat printr-un cablu eSATAp, dar un cablu special poate face ca conectorii SATA sau eSATA și conectorii de alimentare să fie disponibili de pe un port eSATAp.

### Mini-SATA
Mini-SATA (mSATA) a fost anunțat la 21 septembrie 2009 și are ca destinație SSD-uri și alte unități SATA de mici dimensiuni din netbook-uri, laptop-uri. Conectorul este similar cu interfața PCI Express Mini Card, dar nu este compatibil din punct de vedere electric. 

### SATA Express
A fost standardizată în specificația SATA 3.2, acceptă dispozitive de stocare SATA sau PCI Express. Conectorul este compatibil cu conectorul standard de date de 3,5 inch SATA, permițând conectarea a două dispozitive SATA și două benzi PCI Express 3.0 ca o conexiune PCI Express la dispozitivul de stocare, cu lărgimi de bandă de 2 GB/s. În plus față de suport AHCI, SATA Express permite ca NVM Express să fie folosită ca interfață logică pentru dispozitivele de stocare PCI Express conectate.

### M.2
Cunoscut anterior ca Next Generation Form Factor (NGFF), M.2 este o specificație pentru cardurile de extensie și conectorii asociați. Standardul este conceput ca o revizuire și îmbunătățire a mSATA, cu factor de forma mică pentru a maximiza utilizarea spațiului in dispozitive mici, cum ar fi ultrabook sau tablete. 

### U.2
Specificația U.2 a fost dezvoltată de SSD Form Factor Working Group (SFFWG) și lansată pe 20 decembrie 2011 ca mecanism de furnizare a conexiunilor PCI Express la SSD pentru segmentul high-end (stații de lucru, server). U.2 utilizează o legatură PCIe 3.0 × 4 care oferă o bandă de 32 Gbit/s în fiecare direcție. Dispozitivele U.2 pot fi conectate la un port M.2 cu ajutorul unui adaptor.

## Protocoale
Specificația SATA definește trei straturi distincte de protocol: fizic, de legătură și transport.

### Stratul fizic
Stratul fizic (SATA PHY - physical layer), definește caracteristicile electrice și fizice ale SATA (dimensiunile cablului, nivelul tensiunii, intervalul de funcționare), precum și subsistemul de codificare fizică (codarea la nivel de biți, detectarea dispozitivului pe fir și inițierea legăturii).
Stratul PHY este responsabil pentru detectarea celuilalt dispozitiv SATA pe un cablu și inițierea link-ului. 
Codarea fizică SATA utilizează sistemul de codare a liniilor 8b/10b. Această schemă servește mai multor funcții necesare pentru a susține o legatură serială diferențială. În general, semnalizarea SATA reală este semi-duplex, ceea ce înseamnă că poate citi sau scrie date în orice moment. După finalizarea inițializării legăturii, PHY furnizează numai conversia 8b/10b înainte de transmisia de biți, iar stratul de legatură întreține transmisia de date.

### Stratul de legătură
Stratul de legătură (link layer) este responsabil pentru transmiterea și recepția structurilor de informații cadru (FIS) peste legătura SATA. Fițierele FIS sunt pachete care conțin informații de control sau date despre încărcaturile utile. Fiecare pachet conține un antet (identificand tipul) și o sarcină utilă al cărei conținut este dependent de tip. Acest strat, gestionează de asemenea, controlul fluxului peste legătură.

### Stratul de transport
Stratul trei în specificația SATA este stratul de transport (transport layer). Acest strat are responsabilitatea de a acționa asupra cadrelor și de a transmite/recepționa cadrele într-o succesiune corespunzătoare. Stratul de transport gestionează asamblarea și dezasamblarea structurilor FIS, extragerea conținutului din fișierele FIS în fișierul de sarcini și informarea stratului de comandă.
Stratul de transport este responsabil pentru crearea și codarea structurilor FIS cerute de stratul de comandă și eliminarea acestor structuri atunci când cadrele sunt recepționate.
Atunci când datele DMA urmează să fie transmise și sunt recepționate de la stratul superior de comandă, stratul de transport adaugă antetul de control FIS la sarcina utilă și informează stratul de legătură pentru a se pregăti de transmitere. Aceeași procedură se efectuează atunci când sunt primite date, dar în ordine inversă. Stratul de legătură semnalează stratului de transport că există date disponibile. Odată ce datele sunt procesate de stratul de legătură, stratul de transport inspectează antetul FIS și îl elimină înainte de a transmite datele către stratul de comandă.

## Compatibilitate

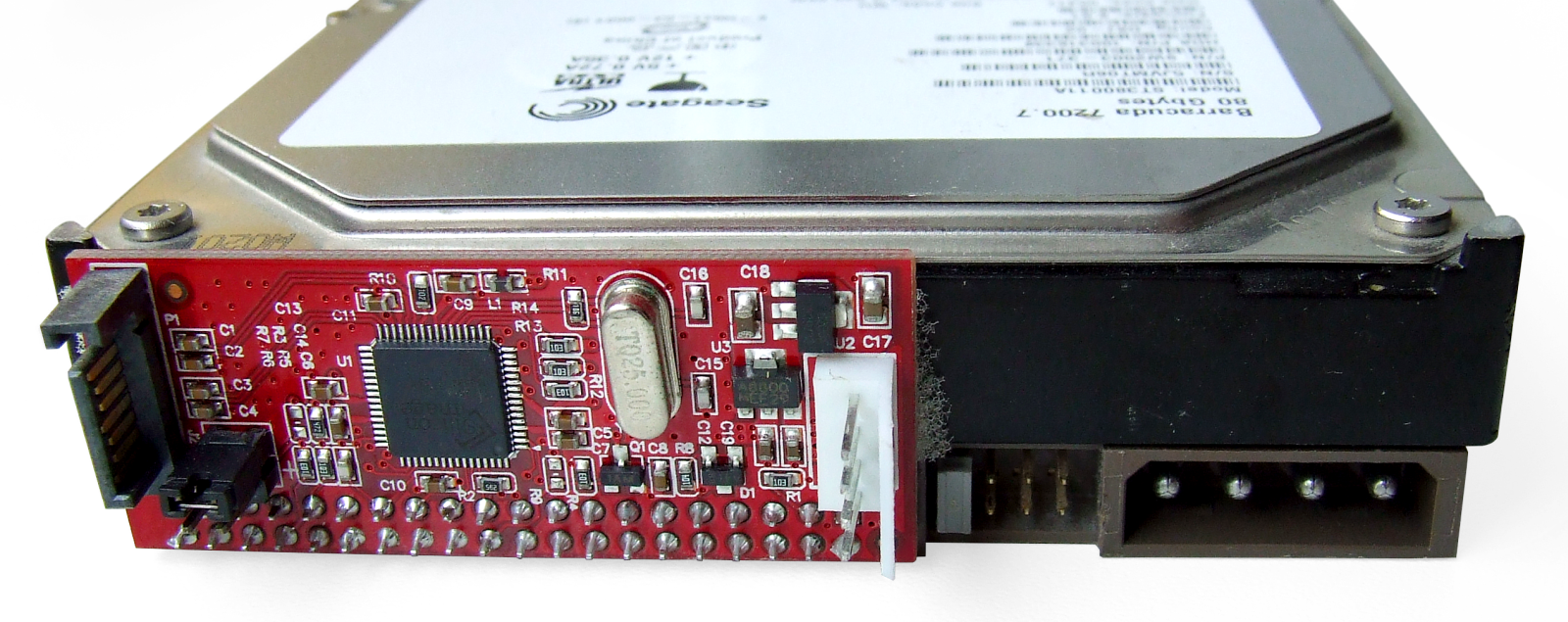
Hard disk PATA cu convertor SATA atașat

- SATA și PATA: La nivel de interfață hardware, dispozitivele SATA și PATA sunt complet incompatibile, ele nu pot fi interconectate fără adaptor. Când este atașat la o unitate PATA, un convertor de dispozitiv permite ca unitatea PATA să funcționeze ca unitate SATA. Există și carcase de alimentare pentru PATA și SATA cu interfață USB, Firewire sau eSATA. Pe unele plăci de bază se află optiunea „Legacy Mode”, ceea ce face ca unitățile SATA să apară în sistemele de operare ca PATA pe un controler standard. Modul Legacy simplifică instalarea sistemului de operare prin faptul că nu necesită încărcarea unui anumit driver în timpul instalării, dar poate dezactiva unele dintre porturile PATA sau SATA ale plăcilor, deoarece interfața standard a controlerului PATA suportă doar patru unități.

- SATA 1,5 Gbit/s și SATA 3 Gbit/s: Pentru a preveni problemele de interoperabilitate care ar putea apărea atunci când unitățile SATA de ultimă generație sunt instalate pe plăci de bază cu controler SATA 1,5 Gbit/s, s-au inclus jumperi de schimbare în standardul anterior.
- SATA 3 Gbit/s si SATA 6 Gbit/s: sunt compatibile unele cu altele.
- SATA 1,5 Gbit/s si SATA 6 Gbit/s: sunt compatibile unele cu altele.
- SATA și SCSI: SCSI paralel utilizează o magistrală mai complexă decât SATA, și permite conectarea mai multor unități pe un canal partajat, în timp ce SATA doar o singură unitate pe canal, cu excepția cazului în care se utilizează un multiplicator de porturi. Serial Attached SCSI (SAS) utilizează aceiași interconectari ca SATA, iar majoritatea HBA suportă de asemenea dispozitive SATA 3 și 6 Gbit/s. SATA 3 Gbit/s oferă teoretic o lățime de bandă maximă de 300 MB/s per dispozitiv, care este doar puțin mai mică decât viteza nominală pentru SCSI Ultra 320, cu un maxim de 320 MB/s pentru toate dispozitivele dintr-o magistrală. În general, dispozitivele SATA sunt compatibile cu carcasele și adaptoarele SAS, în timp ce dispozitivele SCSI nu pot fi conectate direct la o magistrală SATA. [6]